# Michelangelo Rampulla
Michelangelo Rampulla (Patti, 10 augustus 1962) is een  voormalig voetballer uit Italië, die in 2002 zijn loopbaan als doelman beëindigde bij Juventus. Met die club beleefde hij in de jaren negentig zijn grootste successen, al was hij meestal bankzitter. Rampulla won onder meer viermaal de Italiaanse landstitel met de club uit Turijn.